# Walker (Míchigan)
Walker es una ciudad ubicada en el condado de Kent en el estado estadounidense de Míchigan. En el Censo de 2010 tenía una población de 23537 habitantes y una densidad poblacional de 356,58 personas por km².

## Geografía
Walker se encuentra ubicada en las coordenadas 42°59′48″N 85°45′23″O / 42.99667, -85.75639. Según la Oficina del Censo de los Estados Unidos, Walker tiene una superficie total de 66.01 km², de la cual 64.6 km² corresponden a tierra firme y (2.13%) 1.41 km² es agua.

## Demografía
Según el censo de 2010, había 23537 personas residiendo en Walker. La densidad de población era de 356,58 hab./km². De los 23537 habitantes, Walker estaba compuesto por el 91.25% blancos, el 2.83% eran afroamericanos, el 0.45% eran amerindios, el 1.93% eran asiáticos, el 0.03% eran isleños del Pacífico, el 1.4% eran de otras razas y el 2.11% pertenecían a dos o más razas. Del total de la población el 4.13% eran hispanos o latinos de cualquier raza.

## Educación
Cuatro distritos escolares, Escuelas Públicas de Comstock Park, Escuelas Públicas de Grand Rapids, Grandville Public Schools, y Kenowa Hills Public Schools, sirven la Ciudad de Walker.